# El
El ("bog"; hebrejski אל‎, ʾĒl) bio je vrhovni bog kojeg su štovali Semiti. Zvan je i Il. Poštovan je kao otac čovječanstva i muž kraljice neba Ašere.
El je bio važno božanstvo u Kanaanu. (U Kanaanu se riječ El rabila za označavanje vrhovnog boga i bilo kojeg drugog božanstva.) Možda je bio pustinjski bog.

## Naslovi
Natpis s planine Sinaj otkriva nam riječi "Vječni El", što se može tumačiti i kao "Vječni Bog".
El je zvan "stvoritelj stvorenja", "otac ljudi" i "otac bogova".

## El u mitovima
Jedan misteriozni tekst spominje kako je El došao na obalu mora i ugledao dvije žene te se u njih zaljubio. Rekao im je da ga oslovljaju s "mužu" ili "oče". One su ga pozdravile kao muža te ih je oženio. Rodile su mu Šakara i Šalima, a zatim još bogova. Žene s kojima je spavao identificirane su kao Ašera i božica Rahmaj ("milostiva").
Fragmentirani tekst spominje kako je El na gozbu pozvao sve bogove, ali se previše napio i sve ih osramotio.

## UBibliji
U Bibliji se riječ El koristi za boga Jahvu, ali i za sve druge bogove — Moleka, Baala itd. 
Neki znanstvenici smatraju da je koncept židovskog boga nastao iz vjerovanja u Ela. Ponekad je u Bibliji Jahve zvan "Bogom bogova".
U Knjizi postanka, rečeno je da je Abraham primio blagoslov Ela od svećenika Melkisedeka; El je tu naveden kao El Elyon (hebrejski עליון).

## Pogledajte također
- Elohim